# Јан Фичен
Јан Фичен (Нордхорн, 2. мај 1977), је немачки атлетичар, специјалиста за дуге стазе, који се углавном такмичи у дисциплинама трчања на 5.000 и 10.000 метара. Паралелно са спортом Фичем је завршио студије физике на Универзитету у Бохуму, где је дипломирао 2008. године
На Европском првенству до 23 године 1999. на 5.000 метара је био пети, Био је немачки првак на 5.000 м у 2001, 2002, 2005. и 2006, а на 10.000 м у 2005. и 2006.
Фичен је на Европском првенству у атлетици на отвореном 2006. у Гетеборгу у трци на 10.000 метара постао европски првак, оборивши лични рекорд од 28:10,94. Због овог успеха отишао је на Светско првенство 2007. у Осаку, где је испао у полуфину трке на 5.000 метара.
Због повреде није учествоваа на Олимпијским играма 2008. у Пекингу, и на Светском првенству 2009. у Берлину. На Европском првенству 2010. у Барселони иако рангиран као фаворит за победника, зазео је дванаесто место.
После тога је прешао на уличне трке у маратону и полумаратону и постигао средеће значајније резултате:
- Келнски маратом 2010: 3. место у полумаратону (1:05:19)
- Трка на 25 км за мушкарце у Херну, 2011: 1. место (1:16:56)
- Диселдорфски маратон 2011: 8. место (2:20:15)
- Штутгартски маратон 2012: 1. место у полумаратону (1:06:55)
- Берлински маратон 2012: 14. место (2:13:10; најбржи европски учесник)